# Вожгальский район
Вожгальский район — административно-территориальная единица в составе Нижегородского, Горьковского, Кировского краёв и Кировской областей РСФСР, существовавшая в 1929—1956 годах. Административный центр — село Вожгалы.

## История
Вожгальский район был образован в составе Вятского округа Нижегородского края в 1929 году из Вожгальской, Куменской и частей Екатерининской, Просницкой, Селезневской и Якимоваганской волостей Вятского уезда. В 1930 году округа были упразднены и район перешёл в прямое подчинения краю. В 1932 году Нижегородский край был переименован в Горьковский. Разукрупнен в 1935 году в связи с образованием Куменского района.
7 декабря 1934 года Вожгальский район вошёл в состав Кировского края (с 1936 — Кировской области).
4 июня 1956 года Вожгальский район был упразднён, а его территория передана в Просницкий район.

## Административное деление
В 1950 году в состав района входило 20 сельсоветов и 320 населённых пункта:
| № п/п | Сельсовет         | Кол-во НП | Население |
| ----- | ----------------- | --------- | --------- |
| 1     | Бельтюговский     | 16        | 1994      |
| 2     | Березинский       | 14        | 1166      |
| 3     | Верхобыстрицкий   | 16        | 1070      |
| 4     | Вичевский         | 11        | 1367      |
| 5     | Воробьевский      | 15        | 554       |
| 6     | Гвоздковский      | 15        | 722       |
| 7     | Желонский         | 12        | 904       |
| 8     | Кореневский       | 24        | 1085      |
| 9     | Краснооктябрьский | 30        | 2977      |
| 10    | Кузиковский       | 20        | 1159      |
| 11    | Кырмыжский        | 20        | 1176      |
| 12    | Леденцовский      | 14        | 732       |
| 13    | Минеевский        | 9         | 958       |
| 14    | Мокрецовский      | 17        | 1302      |
| 15    | Плаченовский      | 21        | 1128      |
| 16    | Притесский        | 9         | 615       |
| 17    | Суслопаровский    | 14        | 702       |
| 18    | Сырченский        | 16        | 866       |
| 19    | Урицкий           | 14        | 974       |
| 20    | Шелыгинский       | 13        | 740       |